# Shaqir Stafa
Shaqir Stafa (Durazzo, 23 aprile 1987) è un ex calciatore albanese, di ruolo difensore.

## Carriera

### Club
Ha giocato nella prima divisione albanese.

### Nazionale
Ha giocato nella nazionale albanese Under-21.

## Palmarès

### Club

#### Competizioni nazionali
- Kategoria e Parë: 1

Flamurtari Valona: 2005-2006